# Plesz Artúr
Plesz Artúr (Plesz-Páll, Nagybecskerek, 1905. augusztus 20. – Rishon Lezion, Izrael, 1968. január 18.) erdélyi magyar író, újságíró, lapszerkesztő.

## Életútja
Középiskolai tanulmányait Temesvárott végezte. Újságíróként a 6 Órai Újság, Déli Hírlapmunkatársa, a Friss Újság temesvári szerkesztője. A második világháború éveiben transznisztriai, moldovai, aradhegyaljai táborokban munkaszolgálatos. 
A Hét címmel 1945 januárjában Temesvárott politikai-társadalmi-művelődési képes hetilapot indított, s szerkesztette egészen az év szeptemberéig. A Bánsági Magyar Írók Szervezetének pénztárosa, 1953-tól a Temesvári Állami Német Színház közönségszervezője, műkedvelő együttesek rendezője. 
Izraelbe 1965-ben vándorolt ki. Az Új Kelet és a Menora című izraeli magyar nyelvű újságok munkatársa.

## Munkássága
Egyfelvonásosait, burleszkjeit műkedvelő együttesek mutatták be. Vidám jeleneteiből néhányat (Csúnyácska, A karikagyűrű) a budapesti rádió is műsorára tűzött. Színdarabjaiból a Művelődési Útmutató, az Irodalmi Almanach és a Bánsági Írás közölt. Emberek és csillagok című színművét bemutatta a Temesvári Állami Magyar Színház (1962).

## Kötetei
- Streif-Kompagnie (Hajtószázad. Riportregény, Temesvár, 1935)
- Metropolia (regény, Temesvár, 1935)
- Bakelit Isten (regény, Temesvár, 1937)
- Madura (regény, Temesvár, 1937)
- 4 dimenzió (regény, Temesvár, 1938)
- Merre? (regény, Temesvár, 1940)
- Detasament (Temesvár: Litera Könyvkiadó, 1945)
- Látlak... (Temesvár, 1948)
- Az Édesszájú utca regénye (Temesvár, 1948)
- Árnyjátékosok (Tel-Aviv, 1966)